# Ratibor († 1183)
Ratibor (* um 1160; † 14. oder 15. Januar 1183) war ein Prinz aus dem in Pommern regierenden Greifenhaus. 
Er war der älteste Sohn des pommerschen Herzogs Bogislaw I. und dessen erster Gemahlin. Aus dem Jahre 1182 ist eine Urkunde überliefert, in der Herzog Bogislaw I. mit Einwilligung seiner Söhne Ratibor und Wartislaw („consentientibus filiis nostris Ratiburone et Wartizlao“) Schenkungen zur Gründung des Klosters Broda bestätigt. Daraus kann geschlossen werden, dass Ratibor, ebenso wie sein jüngerer Bruder Wartislaw, damals erwachsen war. 
Wie in den Kolbatzer Annalen (Kloster Kolbatz) überliefert wurde, ist Ratibor am 14./15. Januar 1183 gestorben, also vor seinem Vater. Er wurde im Kloster Stolpe bestattet. 
Ob Ratibor verheiratet war, ist nicht gesichert. Der polnische Historiker Oswald Balzer nahm an, Ratibor sei mit Salome, einer Tochter des polnischen Herzogs Mieszko III., vermählt gewesen, ebenso wie – was gesichert ist – Ratibors Vater Bogislaw I. in zweiter Ehe mit Salomes Schwester Anastasia vermählt war. Nach dem Urteil des Historikers Martin Wehrmann fehlen jedoch urkundliche Beweise für eine solche Ehe. Der Historiker Max Perlbach nahm hingegen an, Ratibor sei mit Judith, einer anderen der Schwestern, vermählt gewesen. Überliefert ist aber, dass diese mit Herzog Bernhard III. von Sachsen vermählt war; dass dies Judiths zweite Ehe gewesen sei, hält der Historiker Martin Wehrmann für nicht wahrscheinlich. Nachkommen von Ratibor sind nicht bekannt.